# Gustave Guillaumet

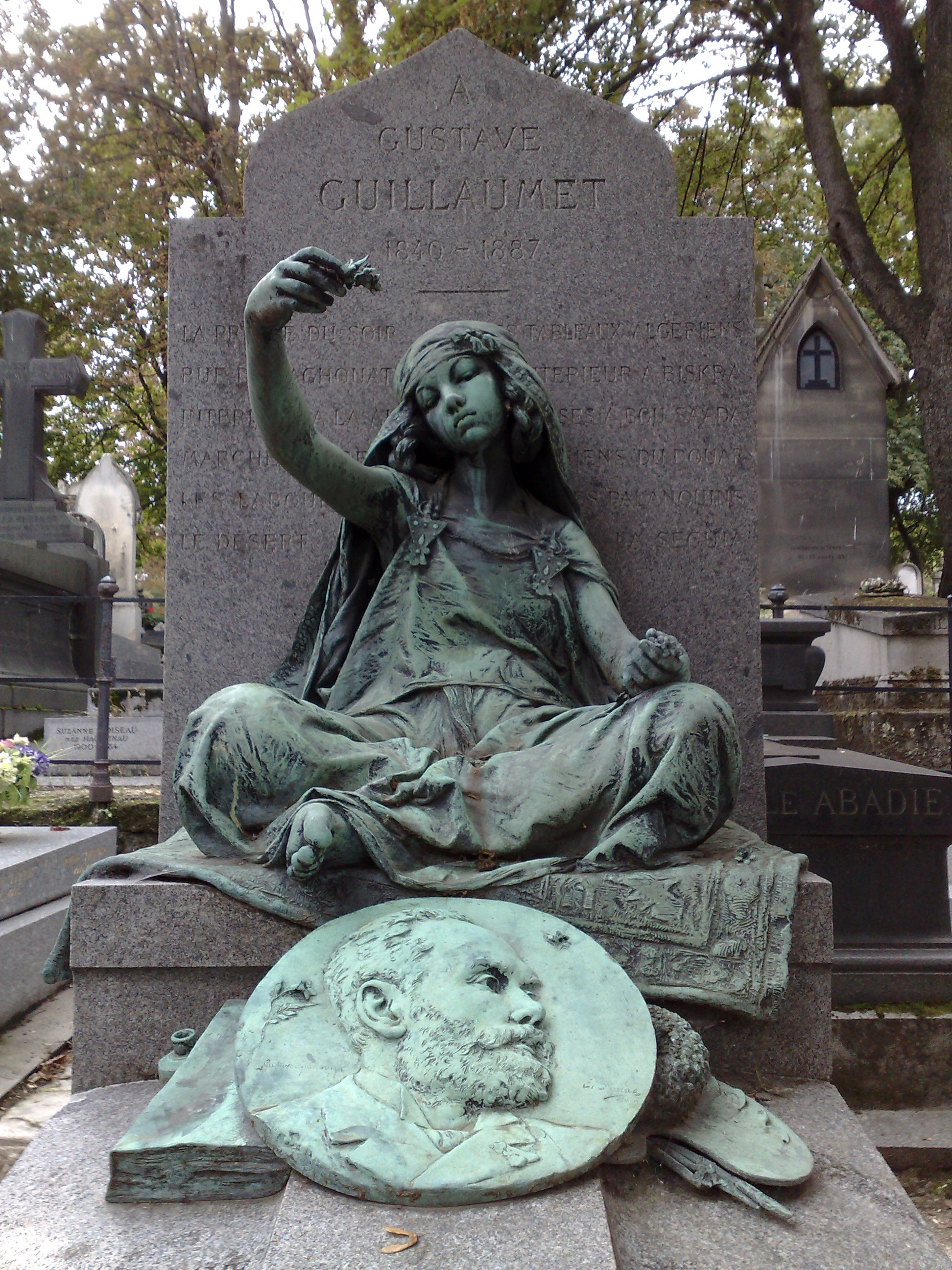
Grób Guillaumeta na cmentarzu Montmartre; brązowa rzeźba Prządka z Bu Sa’ady dłuta Barriasa

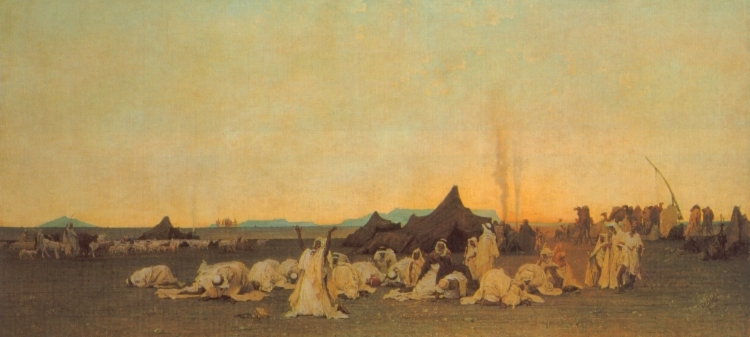
Wieczorna modlitwa na Saharze, 1863

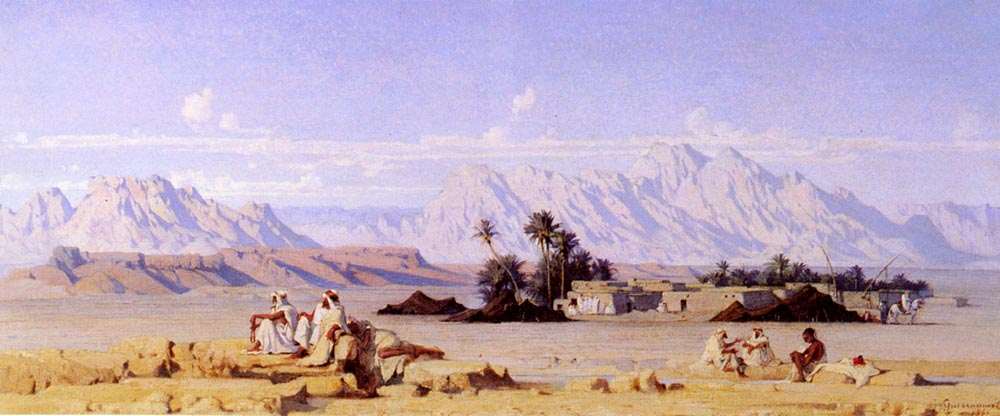
Oaza

Gustave Guillaumet (ur. 26 marca 1840 w Puteaux, zm. 14 marca 1887 w Paryżu) – francuski malarz i pisarz. Należał do pokolenia naturalistów, których interesowały problemy światła i atmosfery.
Studiował w École des Beaux-Arts w Paryżu, był uczniem François-Édouarda Picota. W 1862 zdobył drugą nagrodę Prix de Rome i korzystając z nadarzającej się okazji, wyjechał do Algierii. Pomimo że podczas pierwszego wyjazdu zachorował na malarię i trzy miesiące przeleżał w wojskowym szpitalu, Guillaumet zafascynowany Afryką wracał do niej dziewięciokrotnie. Malował pejzaże przedstawiające bezkres Sahary i proste życie mieszkańców Algierii. Jego prace miały duży wpływ na orientalistów drugiej połowy XIX w.
W latach 1879–1884 artysta publikował pod pseudonimem Eugène Fromentin cykl artykułów pt. Tableaux algériens na łamach „La Nouvelle Revue”. Zmarł w Paryżu, pochowany jest na cmentarzu Montmartre.
Jego syn Gustave Guillaume (zmienił nazwisko), był znanym językoznawcą.